# Książę nie z tej bajki
Książę nie z tej bajki (fr. Au bout du conte) – francuska komedia romantyczna z 2013 roku w reżyserii Agnès Jaoui. Wyprodukowany przez La Cinéfacture, Les Films A4, France 2 Cinéma i Memento Films. Zdjęcia kręcono w Paryżu.
Światowa premiera filmu miała miejsce 6 marca 2013 roku, natomiast w Polsce premiera filmu odbyła się 26 lipca 2013 roku.

## Opis fabuły
Marianne (Agnès Jaoui) prowadzi zajęcia dla dzieci, z którymi przygotowuje przedstawienia o czarownicach, królewnach i żabach czekających na pocałunek. Także ludzie z jej otoczenia przypominają baśniowe postacie. Na przykład, jej siostrzenica, 24-letnia singielka Laura (Agathe Bonitzer), śni o mężczyźnie idealnym. Któregoś dnia spotyka go na jawie i od razu się zakochuje. Także on, młody, zdolny kompozytor Sandro (Arthur Dupont), jest Laurą zafascynowany. Ale niedługo kobieta poznaje także tajemniczego i uwodzicielskiego impresaria Maxime'a (Benjamin Biolay). Okazuje się, że można znaleźć jednocześnie dwóch książąt z bajki.

## Obsada
- Agnès Jaoui jako Marianne
- Jean-Pierre Bacri jako Pierre
- Arthur Dupont jako Sandro
- Agathe Bonitzer jako Laura
- Benjamin Biolay jako Maxime Wolf
- Nina Meurisse jako Clémence
- Didier Sandre jako Guillaume Casseul
- Dominique Valadié jako Jacqueline
- Valérie Crouzet jako Éléonore
- Laurent Poitrenaux jako Éric
- Clément Roussier jako Julien
- Beatrice Rosen jako Fanfan
- Franc Bruneau jako śledczy

i inni